# Efe Prince Ehiorobo
Efe Prince Ehiorobo, född 12 april 1983, är en nigeriansk tidigare fotbollsspelare (mittfältare).

## Biografi
Ehiorobo växte upp i Benin City. Hans far hade 15 barn med tre fruar. När Prince var liten dog hans far, och modern tog med sig sonen till hamnstaden Warri för att söka ett bättre liv. I Warri började han spela i Shells ungdomslag, och vid 16 års ålder fick han ett proffskontrakt med Nigeria Port Authority FC, som låg i toppen av Nigerias andradivision. Efter ett år hade han blivit navet i klubbens mittfält, och han vann den interna skytteligan när klubben gick upp i Premier League 2001.
Ehiorobo provspelade vid denna tid för Wisla Krakow, men fick inget kontrakt och gick tillbaka till Port Authority, där han i mars 2001 utsågs till ligans bäste spelare. Klubben gick sin första säsong i högsta serien till mästerskapsfinal, och strax därpå togs Ehiorobo ut i Nigerias landslag till Wafu Nations Cup, det västafrikanska mästerskapet. Efter att huvudsponsorn TV Africa dragit sig ur turneringen ställdes den dock in, och då den året därpå äntligen skulle hållas utbröt en militärkupp i värdlandet Elfenbenskusten, och turneringen fick återigen ställas in.
Samma år provspelade Ehiorobo för svenska Hammarby IF och IFK Norrköping utan att få kontrakt, och därefter tränade han med italienska AC Ancona, dock utan några utsikter att få kontrakt där heller. Han erbjöds ett kontrakt av den makedonska klubben FK Bregalnica Štip, men då han anlände till klubbens nedgångna anläggning och såg förutsättningarna tackade han nej, och accepterade i stället ett kontraktsförslag från FC Rieti i italienska Serie D. Klubben fick emellertid besked från fotbollsförbundet att det arbetstillstånd som Ehiorobo hade ordnat endast gällde Sverige, och i stället riskerade han att bli utkastad ur landet. Ehiorobo sökte sig därför tillbaka till Sverige, och i Göteborg träffade han en gammal vän som han flyttade in hos.

### Gais
Ehiorobo började sedan träna med Gais juniorlag, och det dröjde inte länge innan han erbjöds ett A-lagskontrakt med klubben. Han började säsongen 2003 som ordinarie defensiv innermittfältare, och började imponerande men tappade under hösten formen och var bänkad då Gais tog sig upp i Superettan 2004. Enligt Ehiorobo själv berodde formsvackan till stor del på ett bråk han hamnat i på en fest i oktober 2003, som slutade med att han känt sig hotad och skurit en man med en trasig vinflaska. Han blev polisanmäld för misshandel och för våld mot tjänsteman, då han kämpade emot när polisen grep honom.
Under 2004 fick Ehiorobo mer offensiva uppgifter av Gais nye tränare Roland Nilsson. Han gjorde fem mål på 27 matcher under säsongen och ansågs vara en av Superettans bästa mittfältare. Efter säsongen tilldelades han supporterföreningen Gårdakvarnens pris Herbert Lundgren-trofén som den gaisare som visat störst hjärta under säsongen.
Samma år upptäcktes dock en avvikelse i EKG hos Ehiorobo. Efter flera undersökningar meddelades i december att han hade ett förstorat hjärta, och han belades med tre månaders träningsförbud. Samma dag som Gais kom med nyheten, den 22 december 2004, dömdes han till åtta månaders fängelse för slagsmålet på festen året innan. Ehiorobo missade på grund av sitt förmodade hjärtfel hela säsongen 2005, då Gais gick upp i Allsvenskan, och under vintern 2005 började han avtjäna sitt fängelsestraff. Han släpptes ut igen i maj 2006 och hälsades välkommen tillbaka av klubben. Läkarundersökningar visade dock att hans hjärta fortfarande var förstorat, och han belades med fortsatt spelförbud.

### Norge

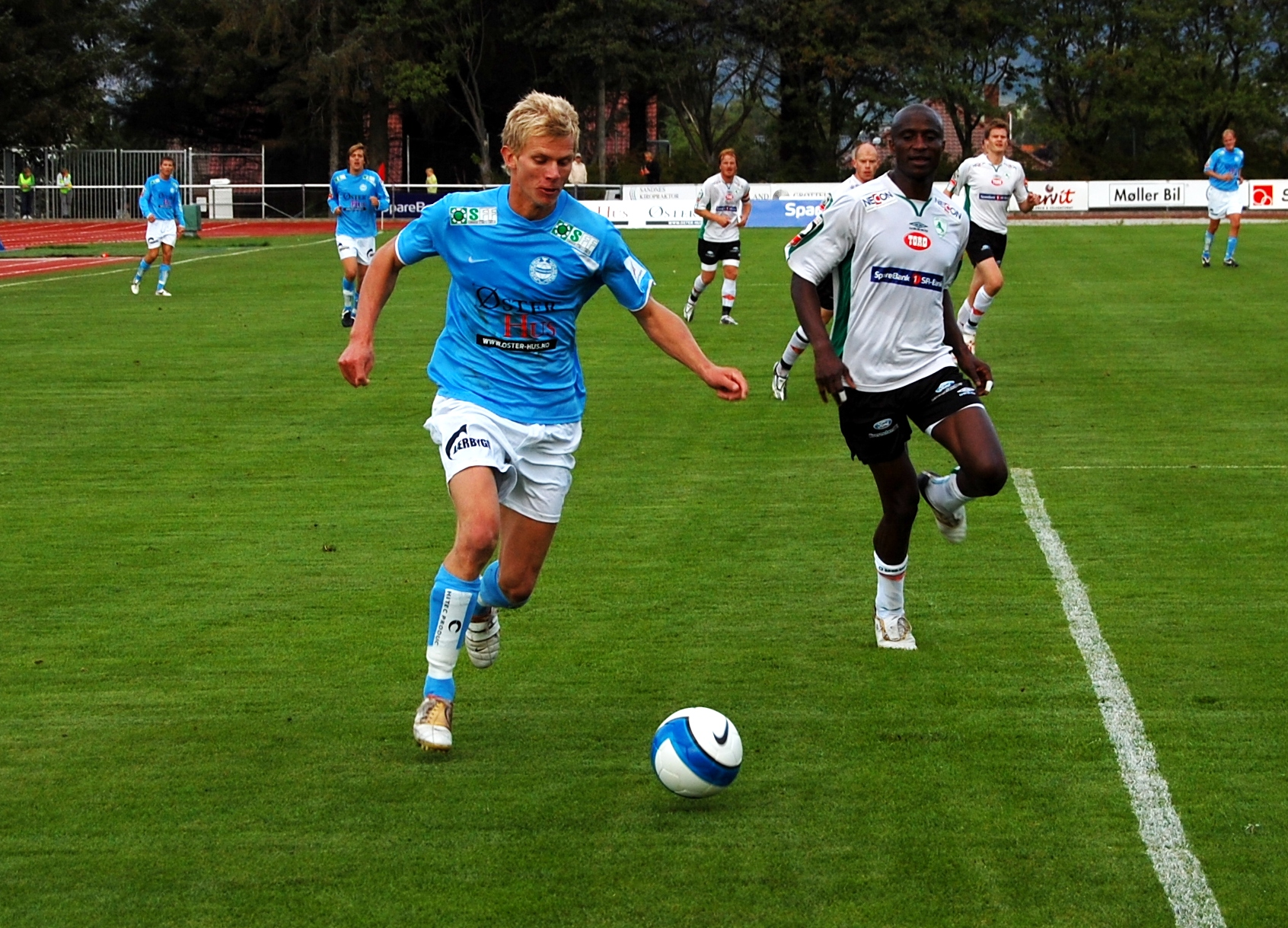
Ehiorobo (t.h.) i Løv-Ham, i duell med Sandnes Ulfs Morten Eriksen 2008.

Sommaren 2006 började han därför i stället träna med division II-klubben Jonsereds IF, som leddes av Gais förre tränare Roberto Jacobsson. Samtidigt letade han efter möjligheter att få spela elitfotboll igen. I Oslo fick han ett intyg om att hans hjärta var friskt, och efter ytterligare ett intyg från italienska läkare provspelade han för Serie C-klubben Novara Calcio. Ehiorobo hade emellertid inte spelat fotboll på två år och lyckades inte ta en plats i den italienska klubben.
Efter en kort sejour i Torslanda IK värvades han av norska Drøbak-Frogn IL. Han gick sedan vidare till Løv-Ham, där han gjorde 7 mål på 50 matcher under säsongerna 2008 och 2009 innan han värvades av Åtvidabergs FF, som nyss hade gått upp i Allsvenskan. Även Åtvidabergs läkare ansåg dock att hans hjärtfel var för allvarligt, och kontraktet annullerades. Efter att ha varit på ny kontroll på Haukeland universitetssykehus, där inget hjärtfel kunde uppdagas, återvände Ehiorobo till Løv-Ham till säsongen 2010. Sommaren 2011 gick han till Bryne FK på ett halvårskontrakt, innan han inför säsongen 2012 avslutade sin elitsatsning och gick till Lärje-Angereds IF i division III.